# I giustizieri della notte
I giustizieri della notte (Dark Justice) è una serie televisiva poliziesca statunitense andata in onda per tre stagioni sulla CBS.
In Italia è stata trasmessa anche con il titolo di Giustizia oscura.

## Trama
Protagonista della serie è il giudice in attività Nicholas Marshall, un ex procuratore distrettuale che perde tutta la fiducia che aveva riposto nel sistema legislativo in seguito all'omicidio di moglie e figlia da parte di un criminale che in seguito Marshall giudicherà ma che non sarà in grado di incarcerare a causa di cavilli che il colpevole riuscì abilmente a sfruttare: Marshall diventa così un giustiziere a tempo libero che cercherà in tutti i modi di incastrare e far confessare i colpevoli che non riuscirà lui stesso ad incriminare con la veste di giudice, e in questa battaglia è supportato da alcuni amici con la fedina penale sporca come Moon e Gibs.

## Episodi
| Stagione         | Episodi | Prima TV USA | Prima TV Italia |
| ---------------- | ------- | ------------ | --------------- |
| Prima stagione   | 22      | 1991-1992    | 1995-1996       |
| Seconda stagione | 22      | 1992-1993    | 1996            |
| Terza stagione   | 22      | 1993-1994    | 1996            |